# Adam Martín Skilton
Adam Martín Skilton (Tossa de Mar, la Selva, 1973) és un periodista i escriptor català.
Llicenciat en Periodisme per la Universitat Autònoma de Barcelona, durant la seva trajectòria professional a la ràdio i a la televisió i també a la premsa escrita, dirigint i presentant programes a Nova Ràdio Lloret, Ràdio Barcelona (Fet a Barcelona), Catalunya Ràdio (Sans i estalvis), RAC1, Cadena SER, COM Ràdio, TV3 (Les mil i una), Betevé (La tarda), 8tv i Antena 3, i al diari Ara. Ha escrit diversos assaigs, especialment sobre nutrició, i també la novel·la El nedador d’aigües obertes (Comanegra, 2019). Ha guanyat el premi Ondas pel pòdcast sobre trastorns mentals Gent normal.